# Tamás Pócs
Tamás Pócs (1933 - ) é um botânico húngaro.